# Glandă sebacee

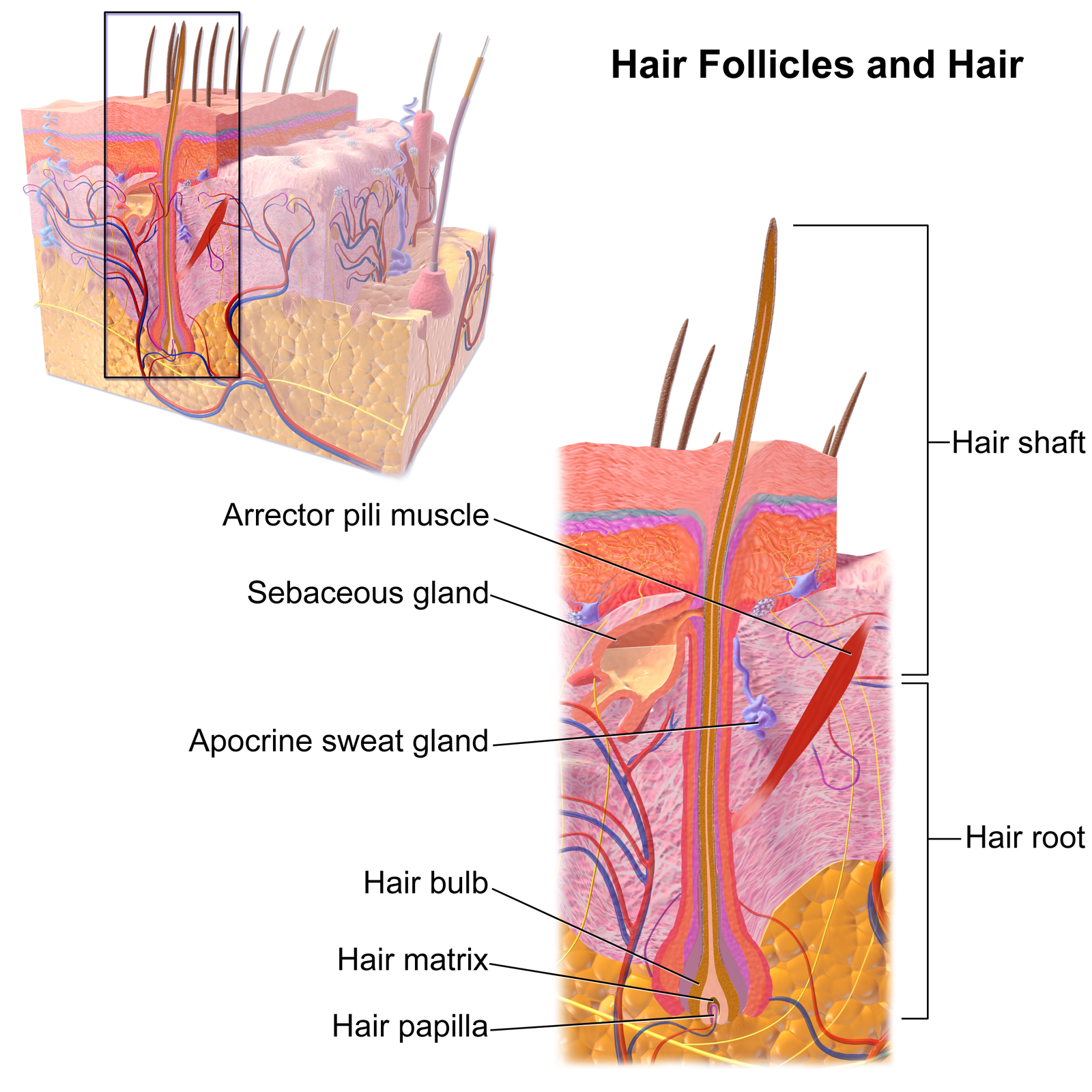
Anatomia foliculului pilos. În stânga imaginii de jos poate fi observată o glandă sebacee.

Glandele sebacee sunt glande exocrine microscopice situate la nivelul dermului. Glandele sebacee sunt glande simple alveolare cu segmentele terminale ramificate. Din punctul de vedere al tipului de secreție, glandele sebacee sunt holocrine; ele elaborează un produs gras, numit sebum, care unge părul, apoi se întinde pe suprafața pielii. Cele mai numeroase glande sebacee se află pe cap, față și în regiunea superioară a spinării. Pe palme și tălpi ele lipsesc.

## Localizare
Glandele sebacee sunt localizate în regiunile limitrofe ale straturilor papilar și reticular ale dermului. Lângă rădăcina părului se pot întâlni 1–3 glande. Glandele sebacee se găsesc în toate zonele pielii, cu excepția palmelor și tălpilor. Se găsesc fie atașate firelor de păr (aparat pilosebaceu), fie izolate la nivelul zonelor sebacee ale corpului (față). Unele glande sebacee au nume unice. Glandele sebacee aflate pe mucoasa buzelor, pe fața internă a obrajilor, dar și pe organele genitale sunt cunoscute sub numele de puncte Fordyce, iar glandele situate în platoul tarsal al pleoapelor poartă numele de glandele lui Meibomius. Glandele sebacee din areola care înconjoară mamelonul sunt cunoscute, de asemenea, ca tuberculii lui Montgomery.

## Dezvoltare
Dezvoltarea embriologică a glandei sebacee este strâns legată de diferențierea foliculului pilos și a epidermului. Glandele sebacee sunt vizibile pentru prima oară de la a 13-a până la a 16-a săptămână de dezvoltare fetală, apărând ca niște excrescențe ale firelor de păr. Dezvoltarea și funcția glandei sebacee în perioadele fetale și neonatale par a fi reglate de androgeni materni și de sinteza endogenă de steroizi, precum și de alți morfogeni. Numărul de glande sebacee rămâne aproximativ același pe toată durata vieții, în timp ce mărimea lor tinde să crească odată cu vârsta.

## Structură
Glanda sebacee este formată dintr-o porțiune secretorie și un canal de excreție. Porțiunea secretorie are formă de săculeț și conține două tipuri de celule așezate caracteristic în trei zone. Celulele cubice, de rezervă sau nediferențiate, se găsesc în ⅓ inferioară, pe membrana bazală. Ele formează stratul germinativ extern. Celulele din ⅓ mijlocie reprezintă celulele secretoare propriu-zise. Sunt de dimensiuni mari și acumulează lipide. Pe măsură ce se încarcă cu lipide, celulele migrează în ⅓ superioară, spre canalul de excreție. Ca urmare a îndepărtării de la sursa de nutriție, celulele se necrotizează, se dezagregă și constituie produsul de secreție – sebumul. Canalul excretor este scurt și se deschide în infundibulul părului. Peretele lui este format din epiteliu pluristratificat pavimentos.